# نبراسكا
نبراسكا أو نِبرَسكة (بالإنجليزية: Nebraska)‏ ولاية تقع في منطقة السهول العظمى والغرب الأوسط من الولايات المتحدة. تحدها ولايات داكوتا الجنوبية إلى الشمال، أيوا في الشرق وميزوري إلى الجنوب الشرقي، ويمثل نهر ميزوري حدها الشرقي الطبيعي، وتحدها كانساس إلى الجنوب، كولورادو إلى الجنوب الغربي ووايومنغ إلى الغرب. وتبلغ مساحتها أكثر من 77,220 ميل مربع (200,000 كم مربع) أما عدد سكانها فيبلغ تقريبا 1.9 مليون نسمة. عاصمتها هي مدينة لينكون. أكبر مدنها هي أوماها، والتي تقع على نهر ميزوري.
عاش السكان الأصليون بما في ذلك قبائل أوماها، ميسوريا، بونكا، باوني، أوتو، ومختلف فروع قبائل لاكوتا (سو) في منطقة نبراسكا الحالية منذ آلاف السنين قبل الاستعمار الأوروبي. وتمر عبر الولاية العديد من المسارات التاريخية وتم استعمار من قبل حملة لويس وكلارك.
تم إدخال نبراسكا في الاتحاد في عام 1867 لتكون الولاية السابعة والثلاثين. وهي الولاية الوحيدة في الولايات المتحدة التي يكون مجلسها التشريعي أحادي المجلس وغير حزبي.
وتتكون نبراسكا من منطقتين رئيسيتين: سهول ديسكتد تيل والسهول الكبرى. وتشتهر منطقة ديسكتد نيل بتلالها المنخفضة؛ وتقع أكبر مدن الولاية، أوماها ولينكون، في هذه المنطقة. تحتل السهول الكبرى معظم غرب نبراسكا، تتميز بالبراري الخالية من الأشجار، وهي مناسبة لرعي الماشية. وتملك الولاية قطاعا زراعيا كبيرا وهي منتجة رئيسية للحم البقر والخنزير والذرة وفول الصويا. وتملك نبراسكا منطقتان مناخيتان رئيسيتان: النصف الشرقي من الولاية يتمتع بمناخ قاري رطب (تصنيف كوبن Dfa)، والنصف الغربي يتمتع بمناخ شبه قاحل (تصنيف كوبن BSk). وتشهد الدولة بأكملها تباينات واسعة بين درجات الحرارة في الشتاء والصيف، وتحدث العواصف الرعدية العنيفة والأعاصير في فصلي الربيع والصيف، رغم أن هذه العواصف يمكن أن تحدث أيضا في الخريف.
وتعتبر إحدى الولايتين (الأخرى هي مين) التي تمتلك نظام اقتراع مخالف للنظام المتبع في بقية الولايات، حيث تعتمد نظام الإقتراع اللائحي النسبي بدل الإقتراع اللائحي الأغلبي.

## التاريخ

### التاريخ المبكر
عاشت الشعوب الأصلية في منطقة نبراسكا الحالية لآلاف السنين قبل الاستعمار الأوروبي. شملت القبائل التاريخية في الولاية قبائل أوماها وميزوريا وبونكا وباوني وأوتو وفروع مختلفة من لاكوتا (سو)، وقد هاجر بعضها من الأجزاء الشرقية إلى هذه المنطقة. عندما بدأ كل من الاستكشاف والتجارة والاستيطان الأوروبي، سعت كل من إسبانيا وفرنسا للسيطرة على المنطقة. في تسعينيات القرن السابع عشر، أقامت إسبانيا علاقات تجارية مع قبيلة الأباتشي، التي كانت أراضيها تشمل نبراسكا الغربية. بحلول عام 1703، كانت فرنسا قد طورت علاقات تجارية منتظمة مع الشعوب الأصلية على طول نهر ميزوري في نبراسكا، وبحلول عام 1719، كانت قد وقعت معاهدات مع العديد من هذه الشعوب. بعد نشوب الحرب بين البلدين، أرسلت إسبانيا بعثة مسلحة إلى نبراسكا تحت قيادة الفريق بيدرو دي فيلاسور عام 1720. هوجمت البعثة ودُمرت بالقرب من كولومبوس الحالية على يد قوة كبيرة من شعوب الباوني والأوتو المتحالفين مع الفرنسيين. أنهت هذه المذبحة الاستكشاف الإسباني للمنطقة لما تبقى من القرن الثامن عشر.

### الاستيطان الأمريكي وقيام الولاية
في عام 1819، أنشأت الولايات المتحدة حصن أتكينسون باعتباره أول موقع للجيش الأمريكي غرب نهر ميزوري، إلى الشرق من حصن كالهون (فورت تشالهون). هجر الجيش الحصن في عام 1827 مع انتقال الهجرة إلى الغرب. كان الاستيطان الأوروبي الأمريكي نادرًا حتى عام 1848 وبداية حمى الذهب في كاليفورنيا. في 30 مايو 1854، أنشأ الكونغرس الأمريكي إقليمي كانساس ونبراسكا، مقسومين على خط العرض 40 درجة شمالًا، بموجب قانون كانساس-نبراسكا. ضم إقليم نبراسكا أجزاء من ولايات كولورادو وداكوتا الشمالية وداكوتا الجنوبية ووايومنغ ومونتانا الحالية. كانت العاصمة الإقليمية لنبراسكا هي أوماها.

### أواخر القرن التاسع عشر
في ستينيات القرن التاسع عشر، وبعد أن أجبرت الحكومة الأمريكية العديد من القبائل الهندية الأمريكية على التنازل عن أراضيها والاستيطان في محميات، فتحت مساحات شاسعة من الأراضي للتنمية الزراعية من قبل المهاجرين الأوروبيين والمستوطنين الأمريكيين. بموجب مرسوم الحيازة الزراعية، هاجر آلاف المستوطنين إلى نبراسكا للمطالبة بالأراضي المجانية التي منحتها الحكومة الفيدرالية. بسبب قلة الأشجار التي كانت تنمو في سهوب البراري، بنى العديد من المستوطنين الزراعيين الأوائل منازلهم من الطين، كما فعل الأمريكيون الأصليون مثل الأوماها. منحت الموجة الأولى من الاستيطان الإقليم عددًا كافيًا من السكان للتقدم بطلب استقلال الولاية. أصبحت نبراسكا الولاية السابعة والثلاثين في 1 مارس 1867، ونُقلت العاصمة من أوماها إلى المركز في لانكستر، والتي أعيد تسميتها لاحقًا إلى لينكون نسبةً لرئيس الولايات المتحدة الذي اغتيل مؤخرًا، أبراهام لينكون. كانت معركة مذبحة كانيون، في 5 أغسطس 1873، آخر المعارك الكبرى بين الباوني والسو.

### القرن العشرين
خلال أوائل القرن العشرين، أسس الأمريكيون الأفارقة في عام 1912 فرع أوماها للجمعية الوطنية للنهوض بالملونين للعمل من أجل تحسين ظروف الحياة في المدينة والولاية. خلال الفتن العنصرية في أوماها في عام 1919، احتج العديد من المتظاهرين من ذوي البشرة البيضاء في جميع أنحاء أوماها بسبب حادثة اتهام رجل ذو بشرة سمراء بالاعتداء جنسيًا على امرأة ذات بشرة بيضاء. أثر الكساد الكبير أيضًا بشكل ملحوظ على سكان نبراسكا في ذلك الوقت. في الفترة ما بين عامي 1930 و1936، كانت قصعة الغبار شائعًة في الولاية بسبب الجفاف والرياح والأتربة التي كانت تُحفر في جميع أنحاء وسط غرب الولايات المتحدة. كان السكان في نبراسكا قد أقروا مبادرة في عام 1934، ثم عُقدت أول جلسة في البرلمان وحيد الغرفة في عام 1937. كانت كاي أور أول حاكمة لولاية نبراسكا في 4 نوفمبر 1986.

## الجغرافيا
يحد الولاية من الشمال ولاية داكوتا الجنوبية ومن الشرق ولاية آيوا ومن الجنوب الشرقي ولاية ميزوري عبر نهر ميزوري ومن الجنوب كانساس ومن الجنوب الغربي ولاية كولورادو ومن الغرب ولاية وايومنغ. تضم الولاية 93 مقاطعة، وهي مقسمة بين منطقتين زمنيتين، إذ تلتزم غالبية الولاية بالتوقيت الوسطي، بينما تلتزم مقاطعة بانهاندل والمقاطعات المحيطة بها بالتوقيت الجبلي. تعبر ثلاثة أنهار الولاية من الغرب إلى الشرق. يمر نهر بلات الذي يتكون من التقاء نهري بلات الشمالي وبلات الجنوبي عبر الجزء الأوسط من الولاية، ويمر نهر نيوبرارا عبر الجزء الشمالي، ويمر نهر ريبوبليكان عبر الجزء الجنوبي.

### المناخ
توجد منطقتان مناخيتان رئيسيتان في نبراسكا. يتمتع الثلثان الشرقيان من الولاية بمناخ رطب قاري، رغم أن الجنوب الغربي من هذه المنطقة يُصنف مناخًا رطبًا شبه مداري بدرجة حرارة تبلغ -3 درجات مئوية أو 26.6 درجة فهرنهايت بالقرب من خط ولاية كانساس، وهو ما يماثل المناخ الرطب شبه المداري السائد في كانساس وأوكلاهوما. تتمتع نبراسكا الغربية، بما في ذلك منطقة بانهاندل والمناطق المتاخمة لولاية كولورادو بمناخ شبه قاحل. تشهد الولاية بأكملها اختلافات موسمية واسعة في كل من درجات الحرارة وهطول الأمطار. يعد متوسط درجات الحرارة موحدًا إلى حد ما في جميع أنحاء نبراسكا، مع صيف حار وشتاء بارد بشكل عام. مع ذلك، توفر رياح الشنوك القادمة من جبال روكي تأثيرًا معتدلًا مؤقتًا على درجات الحرارة في الجزء الغربي من الولاية خلال فصل الشتاء. هكذا، يبلغ متوسط درجات الحرارة القصوى في شهر يناير أعلى درجة حرارة نحو 43 درجة فهرنهايت أو 6.1 درجة مئوية في جنوب غرب مقاطعة دوندي، وأدنى درجة حرارة نحو 30 درجة فهرنهايت أو -1.1 درجة مئوية حول جنوب ساوث سيوكس سيتي في الشمال الشرقي.

### المستوطنات
تتضمن 89% من المدن في نبراسكا أقل من 3,000 نسمة. تشترك نبراسكا في هذه الخاصية مع خمس ولايات أخرى في الغرب الأوسط: كانساس وأوكلاهوما وداكوتا الشمالية وداكوتا الجنوبية وآيوا. هناك مئات المدن التي يقل عدد سكانها عن 1,000 نسمة. أجبرت الانخفاضات السكانية الإقليمية العديد من المدارس الريفية على الاندماج.
أبلغت ثلاث وخمسون مقاطعة من مقاطعات نبراسكا البالغ عددها 93 عن انخفاض عدد السكان بين عامي 1990 و2000، وتراوحت نسبة الانخفاض بين 0.06% (مقاطعة فرونتير) و17.04% (مقاطعة هيتشكوك).
شهدت المناطق الأكثر تحضرًا في الولاية نموًا كبيرًا. ففي عام 2000، بلغ عدد سكان مدينة أوماها 390,007 نسمة؛ وفي عام 2005، بلغ عدد سكان المدينة 414,521 نسمة (427,872 مع مدينة إيلكهورن التي ضُمت إليها مؤخرًا) بزيادة قدرها 6.3% على مدار خمس سنوات. أظهر تعداد عام 2010 أن عدد سكان أوماها يبلغ 408,958 نسمة. كان عدد سكان مدينة لينكون في عام 2000 يبلغ 225,581 نسمة وفي عام 2010 يبلغ 258,379 نسمة، بزيادة قدرها 14.5%.

## السياحة
يقطع ولاية نبراسكا الطريق السريع رقم 80 وهو من أطول طرق المواصلات بالعالم حيث يصل شرق أمريكا (نيويورك) بغربها (سان فرانسيسكو) مما يجعلها ممراً مهما لحركة النقل والسياحة في أمريكا.
توجد في ولاية نبراسكا العديد من البحيرات الاصطناعية والطبيعية التي تشكلت بفعل تجمعات الأمطار والثلوج وهي مراكز سياحية جميلة ويزورها العديد من السياح من مختلف أمريكا. وأغلب هذه البحيرات مخصصة لصيد الأسماك والسباحة ورياضة الزوراق.
هنالك العديد من المحميات الطبيعية والأماكن المخصصة لصيد الغزلان والكيوتي وطيور الرومي والأرانب وغيرها مما يجذب هواة رياضة الصيد.
توجد واحد من أكبر حدائق الحيوان العالمية في مدينة أوماها وفيها العديد من الحيوانات النادرة.

## جغرافيا
يحدّها من الشمال ولاية داكوتا الجنوبية، ولاية آيوا شرقا، وولاية ميزوري من الجنوب الشرقيّ عبر نهر ميزوري. جنوبا تقع ولاية كانساس، و ولاية كولورادو من الجنوب الغربيّ، وغربا تقع ولاية وايومنغ.
تضم ولاية نبراسكا 93 مقاطعة. و يجري من خلال أراضيها نهر بلات.

## روابط إضافية
موقع ولاية نبراسكا